# Shah Alam Circuit
Der Shah Alam Circuit ist eine ehemalige Motorsport-Rennstrecke in Shah Alam, Malaysia. Übliche Bezeichnung für die Strecke waren auch Batu Tiga oder Selangor. Die Rennstrecke lag zwischen dem Shah Alam Stadium und dem Federal Highway. 

## Geschichte
Die Streckenführung wurde von dem Niederländer Hans Hugenholtz entworfen. 1968 wurde sie mit der Austragung des Großen Preises von Malaysia eröffnet. Gewonnen wurde dieses Rennen vom Indonesier Hengkie Iriawan auf Elfin-Ford. Shah Alam blieb Austragungsort des Großen Preises von Malaysia bis 1982, wobei sich das Starterfeld dieses Grand Prix wechselweise aus Fahrzeugen der Formel Atlantic, Formel Pacific oder der Formel 2 zusammensetzte.
1985 wurde die zur Eröffnung 3,38 km lange Strecke (in der Streckengrafik rot markiert) erneuert und zusätzlich die Kurven 10-12 errichtet, was die Streckenlänge auf 3,693 km erhöhte. Das erste große internationale Rennen wurde ein Lauf zur Sportwagen-Weltmeisterschaft, gewonnen von Jacky Ickx und Jochen Mass auf Porsche 962C. Die WM kehrte aber nicht auf die enge und mit vielen Mauern umringte Strecke zurück. So wurde sie schon 1977 wegen eines Unfalls im Rahmen des Großen Preises von Malaysia, der fünf Kinder tötete, temporär geschlossen um Fangzäune und Leitplanken zu errichten.
1990 und 1991 wurden Läufe zur Superbike-Weltmeisterschaft ausgetragen. Ab 1991 gastierte dann die Motorrad-Weltmeisterschaft zu ihrem Großen Preis von Malaysia. Mit insgesamt vier Siegen bis 1997 war Mick Doohan erfolgreichster Fahrer der 500-cm³-Klasse. Danach wechselte der Motorrad-Grand-Prix nach Johor und später nach Sepang.
Ein letzter Großer Preis von Malaysia für Formelfahrzeuge wurde 1995 nach den Regeln der australische Formel Holden ausgetragen. Ab 1999 wurde der malaysische Grand Prix dann im Rahmen der Formel-1-Weltmeisterschaft in Sepang ausgetragen.
Im Jahre 2003 wurde die Strecke dann abgerissen und mit Wohnhäusern überbaut.

## Sonstiges

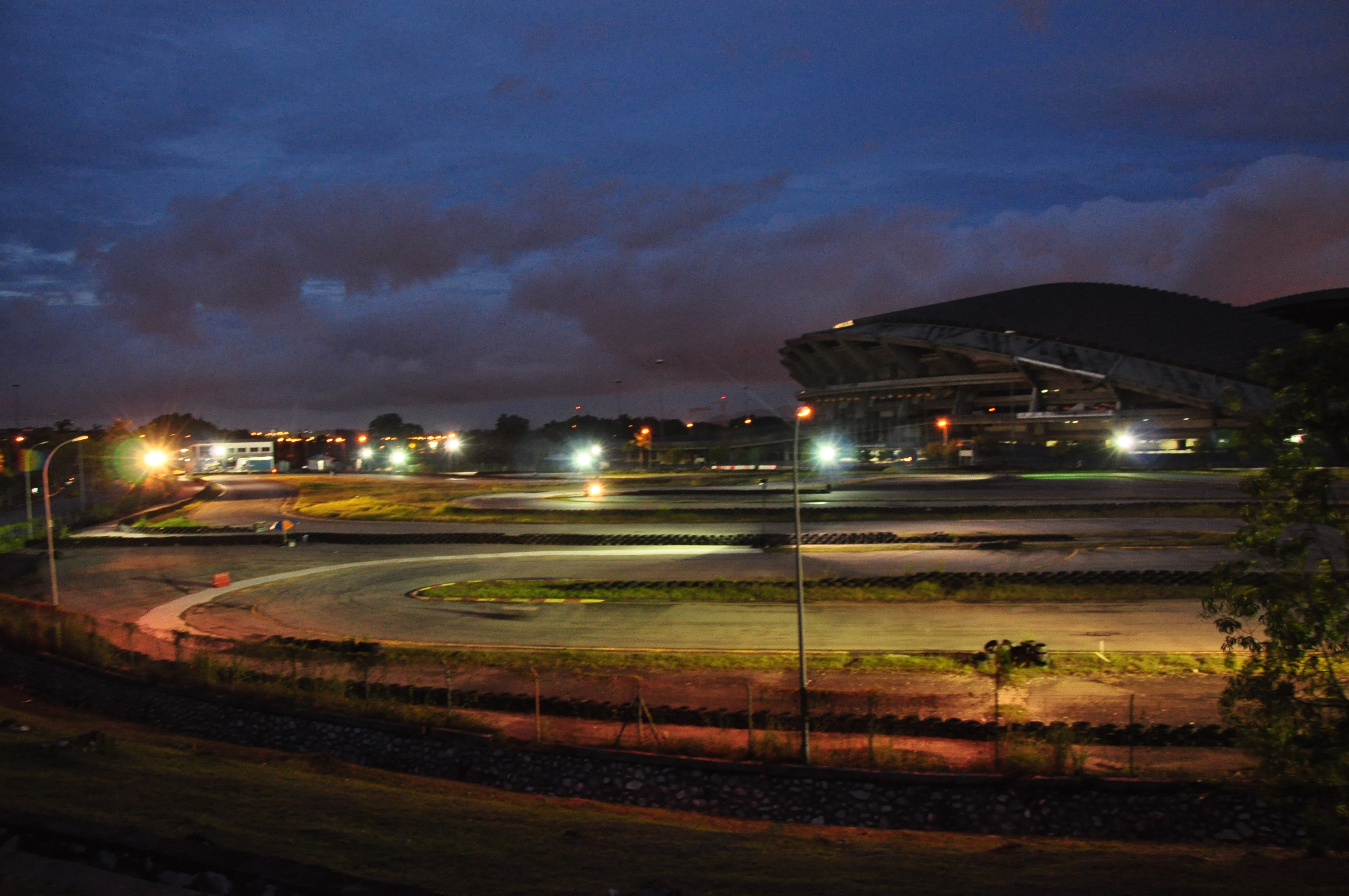
Shah Alam Stadium Circuit (2009)

Heute befindet sich unmittelbar nördlich vom ehemaligen Standort des Batu Tiga Speedway Circuit der Shah Alam Stadium Circuit, eine 1,145 km lange Kartbahn, die unmittelbar am Stadium Shah Alam zu finden ist. 